# Le Corsaire (film)
Pour plus de détails, voir Fiche technique et Distribution.
Le Corsaire est un film français inachevé, réalisé en 1939 par Marc Allégret.

## Synopsis
À Hollywood, des acteurs jouent dans un film mettant en scène un pirate du XVIIIe siècle.

## Fiche technique
- Titre : Le Corsaire
- Réalisation : Marc Allégret
- Scénario : Marc Allégret et Marcel Achard, d'après la pièce de Marcel Achard
- Photographie : Curt Courant
- Musique : Georges Auric
- Production : André Daven
- Pays de production :  France
- Langue originale : français
- Format : Noir et blanc
- Date de tournage : 1939 - Studios de la Victorine (Nice)[1]

## Distribution
- Charles Boyer
- Michèle Alfa
- Marcel André
- Jacques Dufilho
- Saturnin Fabre
- Gabriel Gabrio
- Louis Jourdan
- Marcel Lupovici
- Georges Malkine
- Georges Mauloy
- Lucien Nat
- Marcel Pérès

## Autour du film
Un documentaire, Autour du Corsaire, réalisé en 1995 par Bruno Esquirol, relate  l'histoire du tournage et de son arrêt définitif.